# Caenina

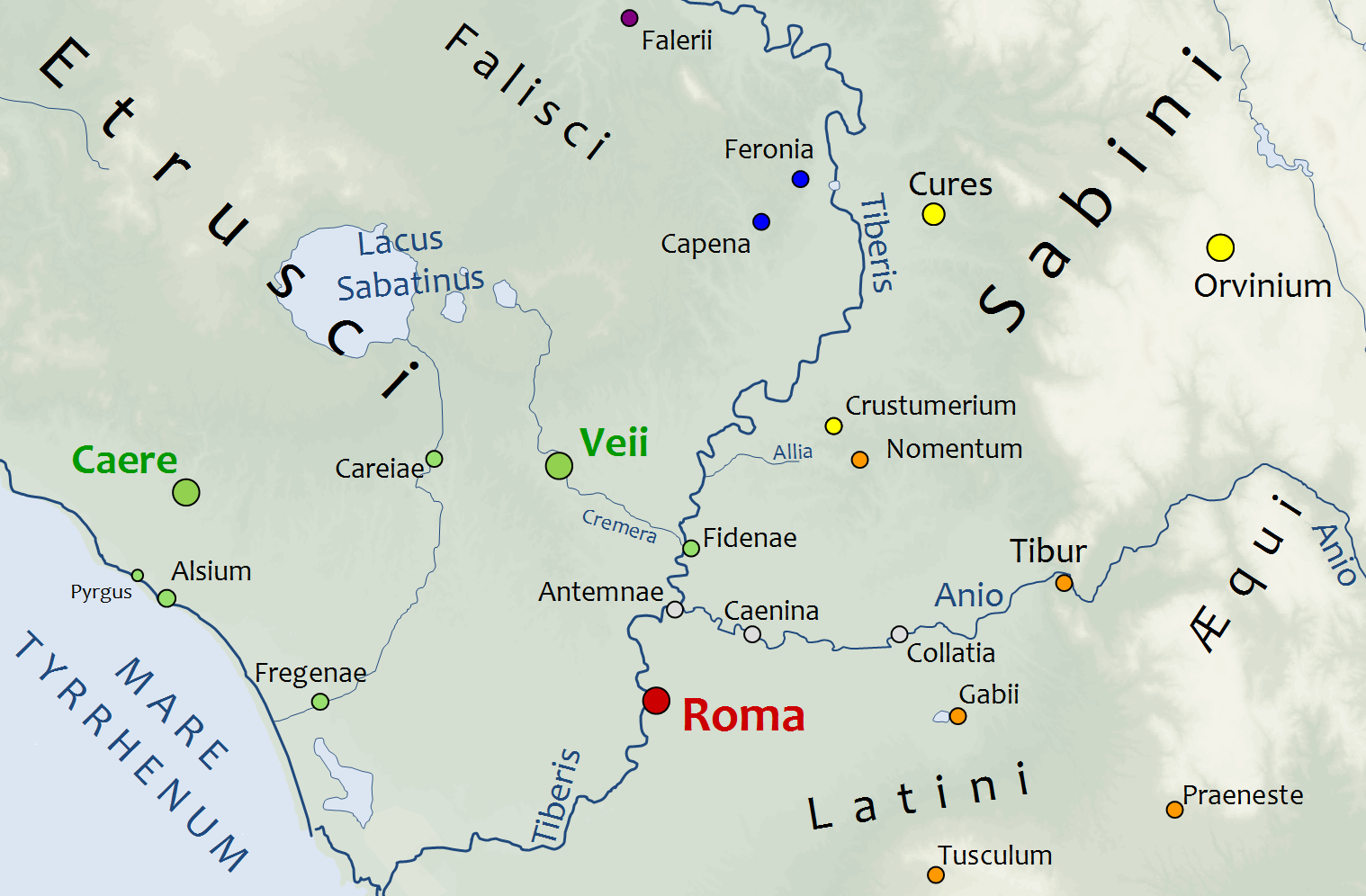
Le Latium vetus avec les cités de Caenina, d'Antemnae, de Crustumerium, de Médullia, de Fidènes et de Véies, premières rivales de la Rome de Romulus.

Caenina est une ville antique située dans le Latium vetus. Selon Denys d'Halicarnasse, elle serait d'origine grecque. Ses habitants sont appelés Ceninensins.

## Histoire
Il existe deux mythes sur Caenina, rapporté par Plutarque et Denys d'Halicarnasse, il se réfère à la plus ancienne collection de mythes romains réalisés par Quintus Fabius Pictor.
Dans le premier mythe, Romulus et Remus à l'âge de 18 ans en conflit avec des bergers de Numitor pour des pâturages, Remus est capturé dans une embuscade alors que Romulus se rend à Caenina pour effectuer un sacrifice rituel.

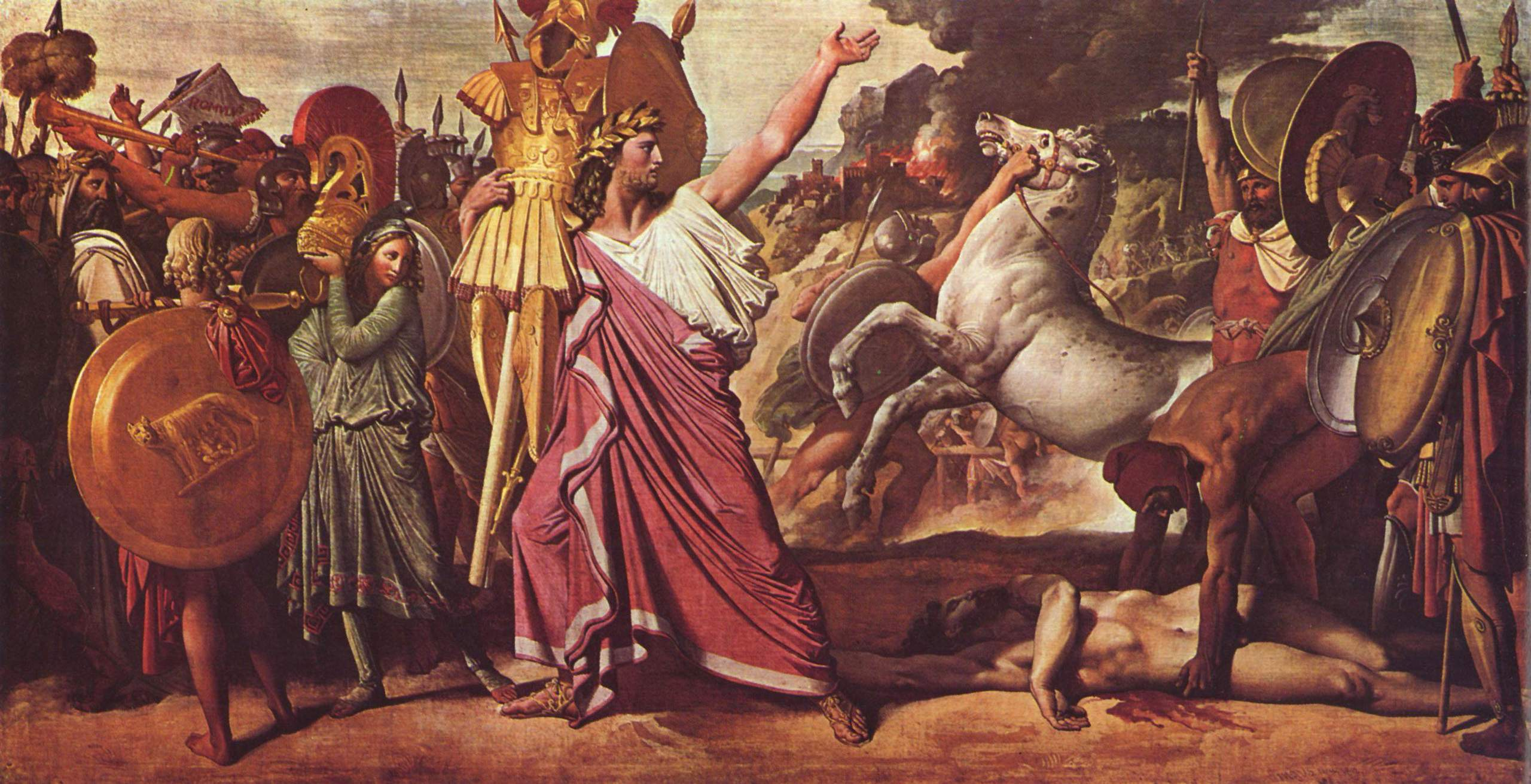
Dominique Ingres, Romulus, vainqueur d'Acron, porte les dépouilles opimes au temple de Jupiter Férétrien, 1812, École des Beaux Arts, Paris

Le principal mythe est basé sur l'enlèvement des Sabines. Quatre mois après la fondation de Rome, en août, à l'emplacement du cirque Maximus, Romulus fit construire une statue du dieu Consus et organise une fête dénommée Consualia en l'honneur de la divinité. Les invités sont les habitants de Caenina, d'Antemnae, Crustumerium et tous les Sabins. Pendant la fête, une bagarre éclate et toutes les femmes étrangères furent enlevées par les Romains.
À la suite de l'épisode de l'enlèvement des Sabines, elle entre en guerre contre Rome, mais est battue par Romulus à la bataille du lacus Curtius, qui signe ainsi son premier exploit militaire. Pour venger l'offense subie, ces trois cités s'allièrent avec les Sabins contre les Romains. Impatient, Acron, roi de Caenina affronta les Romains tout seul et dans un duel avec Romulus, il fut tué par ce dernier.
Alors Romulus, en robe de pourpre sur un char, porte en triomphe la dépouille d'Acron sur la colline du Capitole et il l'accroche sur le chêne sacré de Jupiter Feretrius auquel il dédie un temple. La procession organisée par Romulus à consacrer les bras d'Acron, cette célébration va servir de modèle pour les futurs triomphes de la Rome antique. La dédicace des dépouilles opimes n'a été réalisé qu'à trois reprises : Romulus le vainqueur d'Acron, Aulus Cornelius Cossus vainqueur de l'Étrusque Lars Tolumnius, roi de Véies et Marcus Claudius Marcellus qui tua le roi du peuple gaulois des Gésates: Viridomaros.
Après avoir vaincu tous les ennemis de l'alliance, le Sénat romain décida que les habitants des cités de Caenina et d'Antemnae doivent être transférés à Rome et que les deux cités soient transformées en colonies. À Caenina, trois cents colons romains s'établissent par tirage au sort, son territoire est annexé à l'Ager Romanus et la ville reçoit le droit de cité et est attribuée à la tribu rustique Menenia. L'existence de sacerdotes Caeninenses apparaît à Rome plusieurs années après la disparition de la ville.

### Sacerdotes Caeninenses
Après la prise de la ville, le culte local est transporté dans la ville de Rome.
Plusieurs inscriptions d'époque impériale mentionnent l'existence de sacerdotes Caeninenses à Rome. On peut penser que les Romains, après avoir vaincu Caenina, ont voulu assurer à leur profit la continuité des sacra de cette cité, ce qui n'est pas un cas isolé.

## Localisation possible
Le site de Caenina n'a pas été formellement identifié mais il se siturait près du site de la Rustica sur une route commerciale reliant la Campanie à l’Étrurie, une alternative à la route côtière qui reliait ces deux régions.

#### Fond antique
- Denys d'Halicarnasse, Antiquités romaines. .
- Pline l'Ancien, Histoire naturelle, livre III.
- Tite-Live, Histoire romaine (lire sur Wikisource). .

#### Ouvrages
- Francois Hinard, Histoire romaine, tome I, Des origines à Auguste, Paris, Fayard, 2000. .
- Paul Marius Martin (préf. Raymond Bloch), L’idée de royauté à Rome, t. 1 : De la Rome royale au consensus républicain, Clermont-Ferrand, Adosa, coll. « Miroir des Civilisations antiques », 1982.

- Jacques Poucet, Les origines de Rome : tradition et histoire, Bruxelles, Publications des Facultés universitaires Saint-Louis, 1985. .

#### Articles
- Hermon Ethella, « Réflexions sur la propriété à l'époque royale », Mélanges de l'école française de Rome, t. 90, no 1,‎ 1978, p. 7-31 (DOI 10.3406/mefr.1978.1138). .
- Jean Gagé, « Les autels de Titus Tatius. Une variante sabine des rites d'intégration dans les curies ? », Publications de l'École Française de Rome, Rome, no 27,‎ 1976, p. 309-322 (ISBN 2-7283-0438-6, lire en ligne, consulté le 10 juillet 2018). .